# Cape Canaveral
|  | Denne artikel handler om området Cape Canaveral i Florida. For byen beliggende i området, se Cape Canaveral, Florida |
Cape Canaveral – fra spansk Cabo Cañaveral – er et stykke land på Floridas atlanterhavskyst. Det er en del af den såkaldte Space Coast og huser John F. Kennedy Space Center og Cape Canaveral Air Force Station som tilsammen har stået for alle USAs bemandede rumflyvninger. Det blev opdaget af Juan Ponce de León i 1513. 
Efter John F. Kennedys død blev området omdøbt til Cape Kennedy, men efter lokale protester gik man efter 10 år tilbage til det oprindelige navn.

## Raketaffyringssted
Cape Canaveral blev teststed for missiler, da lovgivningen for Joint Long Range Proving Ground blev vedtaget af den 81. kongres og underskrevet af præsident Harry Truman den 11. maj 1949. Arbejdet startede den 9. maj 1950 under en kontrakt med Duval Engineering Company i Jacksonville, Florida, til at bygge Cape's første asfalterede adgangsvej og dens første permanente affyringssted.
Den første raket, der blev affyret på Cape Canaveral, var en V-2 raket ved navn Bumper 8 fra Launch Complex 3 den 24. juli 1950. Den 6. februar 1959 blev den første vellykkedes prøveaffyring af en interkontinentalt ballistisk missil Titan opnået. NASAs Project Mercury og Gemini rumraketter blev affyret fra Cape Canaveral, ligesom Apollos affyringer ved hjælp af Saturn I og Saturn IB raketter. 
Cape Canaveral blev valgt til raketaffyringer for at drage fordel af Jordens rotation. Jordens overflades lineære hastighed er størst mod ækvator; den relativt sydlige placering af Kappen giver raketter mulighed for at drage fordel af dette ved at skyde mod øst i samme retning som jordens rotation. Det er også meget ønskværdigt at have det nedrangerede område tyndt befolket i tilfælde af ulykker; et hav er ideelt til dette. Østkysten af Florida har logistiske fordele i forhold til potentielle konkurrerende steder. Spaceport Florida Launch Complex 46 af Cape Canaveral Air Force Station er den østligste nær spidsen af Kappen.
- Wikimedia Commons har flere filer relateret til Cape Canaveral

28°27′20″N 80°31′40″V / 28.455555555556°N 80.527777777778°V